# Charlotte Dietrich (Künstlerin)
Charlotte Franziska Dietrich (* 24. September 1935 in Schliersee; † 8. Juni 2017) war eine deutsche Künstlerin. Der Schwerpunkt ihrer Arbeit lag im Bereich der Zeichnung und Malerei.

## Leben
Charlotte Dietrich studierte von 1954 bis 1957 Grafik-Design in München und schloss ihr Studium mit dem Diplom ab. 1966 gründete sie eine Kunstschule in München, das Institut für Grafik, deren Leitung sie bis 2006 innehatte.
Seit den 1950er Jahren nahm Charlotte Dietrich regelmäßig an internationalen Ausstellungen teil, darunter die Annuale della Arte Grafica in Ancona, 1968, die VI. Miedzynarodowe Biennale Grafiki in Krakau, 1979 und die 3. Internationale Biennale von Kairo, für die sie den deutschen Beitrag leistete. Ihr künstlerisches Schaffen wurde u. a. 1994 mit dem Seerosenpreis der Landeshauptstadt München ausgezeichnet, 2016 erhielt sie den Kunstpreis des Kunstvereins Rosenheim.
Charlotte Dietrich war Mitglied mehrerer wichtiger Gremien. Von 1985 bis 1998 war sie Bundesfachbeiträtin für bildende Kunst der GEDOK, von 1989 bis 1995 war sie Kuratoriumsmitglied des Kunstfonds e.V., von 1999 bis 2001 Vorsitzende des Schutzverbands Bildender Künstler in der IG Medien. Seit 1985 war sie Mitglied im Verwaltungsrat und Vergabeausschuss der Stiftung Sozialwerk der VG Bild-Kunst, seit 1991 Mitglied im Beirat des Kunstvereins Rosenheim, seit 1993 Vorstands- und Jurymitglied der Neuen Münchner Künstlergenossenschaft für die Große Kunstausstellung im Haus der Kunst, München, und seit 2001 Sprecherin des künstlerischen Beirats der Galerie Markt Bruckmühl.

## Preise und Auszeichnungen
- 1994 Seerosenpreis
- 2016 Kunstpreis des Kunstvereins Rosenheim

## Werk

### Einzelausstellungen (Auswahl)
- Kunstverein Rosenheim, Kunstmühle, Rosenheim, 2010
- Galerie der Mühlviertler Künstlergilde, Linz, 1997
- Ignaz-Günther-Haus, Kulturreferat der Landeshauptstadt, München, 1995
- Alte Feuerwache, Mannheim, 1989
- Kunst-Pavillon, München, 1985
- Kunsthaus, Nürnberg, 1984
- Städtische Galerie, Rosenheim, 1969

### Ausstellungsbeteiligungen (Auswahl)
- 60 Jahre Seerosenkreis, Rathausgalerie, München, 2008
- Seerosenpreisträger im Malura-Museum, Oberdießen, 2005
- 75 Jahre GEDOK, Stadtmuseum Deggendorf, 2001
- Centrum Beeldende Kunst, Groningen, 1995
- Bayerische Kunst unserer Tage, Künstlerhaus, Wien, 1984 und Ernst Museum, Budapest, 1986
- 23ème Exposition de la Féderation Internationale des Feminines, Palais Palffy, Wien, 1978
- VI. Miedzynarodowe Biennale Grafiki, Krakau, 1976
- Annuale della Arte Grafica, Ancona, 1968
- La Féderation Internationale des Feminines, Musée d’Art Moderne, Paris, 1968

### Publikationen
- Charlotte Dietrich. Neue Zeichnungen, Berlin 2010, ISBN 978-3-9813021-5-8